# Развод по-фински, или Дом, где растёт любовь
«Развод по-фински или Дом, где растёт любовь» (фин.  Haarautuvan rakkauden talo ) — фильм-драма с элементами комедии финского режиссёра Мики Каурисмяки. Премьера состоялась 21 августа 2009 года. Продолжительность — 107 минут.

## Сюжет
Фильм снят по роману Петри Карры.
Брак Юхани и Тулы распадается. Они не могут в одночасье разъехаться по разным адресам и вынуждены ещё какое-то время жить в одном доме. С подачи Юхани они принимают правила сосуществования на этот период, главное из которых — никаких любовников. Несколько любовных линий фильма переплетаются с криминальной.

## В ролях
- Хану-Пекка Бьёркман — Юхани Хелин
- Элина Книхтила — Туула Хелин
- Анти Рейни — Вольфи
- Томми Эронен — Пекка
- Анна Еастеден — Нина
- Кати Оутинен — Юрса
- Илкка Вилли — Марко
- Кари Хейсканен — Лаури
- Кари Вяяняйнен — Ниило
- Ирина Бьёрклунд — Марьют
- Анти Вирмавирта — Тимо
- Мари Перанкоски — Тина
- Марья Ярвенхельми — Кити
- Сакари Куосманен — Буджи
- Айно Сеппо — Петра
- Пертти Свехольм — пожарный
- Марти Сюрия — таксист